# Nashua (Iowa)
Nashua és una població dels Estats Units a l'estat d'Iowa. Segons el cens del 2000 tenia 1.618 habitants.

## Demografia
Segons el cens del 2000, Nashua tenia 1.618 habitants, 691 habitatges, i 469 famílies. La densitat de població era de 253,9 habitants/km².
Dels 691 habitatges en un 28,2% hi vivien nens de menys de 18 anys, en un 56% hi vivien parelles casades, en un 8,4% dones solteres, i en un 32,1% no eren unitats familiars. En el 27,1% dels habitatges hi vivien persones soles el 16,8% de les quals corresponia a persones de 65 anys o més que vivien soles. El nombre mitjà de persones vivint en cada habitatge era de 2,34 i el nombre mitjà de persones que vivien en cada família era de 2,83.
Per edats la població es repartia de la següent manera: un 25,2% tenia menys de 18 anys, un 7,8% entre 18 i 24, un 23,5% entre 25 i 44, un 22,6% de 45 a 60 i un 20,9% 65 anys o més.
L'edat mediana era de 40 anys. Per cada 100 dones de 18 o més anys hi havia 92,4 homes.
La renda mediana per habitatge era de 31.713 $ i la renda mediana per família de 37.284 $. Els homes tenien una renda mediana de 27.969 $ mentre que les dones 20.547 $. La renda per capita de la població era de 16.031 $. Entorn del 5,7% de les famílies i el 9% de la població estaven per davall del llindar de pobresa.

## Poblacions més properes
El següent diagrama mostra les poblacions més properes.